# Viktor Hantzsch
Gustav Robert Viktor Hantzsch (Dresda, 10 maggio 1868 – Dresda, 12 novembre 1910) è stato un geografo e storico tedesco.

## Biografia
Dopo un apprendistato come insegnante al seminario Friedrichstädter a Dresda e diversi anni come insegnante presso la Bürgerschule, Hantzsch prese studio presso l'Università di Lipsia nel 1892. Si dedicò principalmente allo studio della geografia e della storia; fu promosso nel 1895 con la sua tesi Die überseeischen Unternehmungen der Augsburger Welser. Successivamente, diresse una raccolta di libri presso la SLUB di Dresda. Dal 1899 fu assistente nella Literarischen Zentralblattes für Deutschland, ed membro dell'Allgemeine Deutsche Biographie (ADB) e del Biographischen Jahrbuchs und Deutschen Nekrologs.
Hantzsch si ammalò di tubercolosi, a Davos, quindi fu costretto a cessare la sua attività. Nel 1902 andò in pensione.
Il suo lavoro più importante fu uno monografia su Sebastian Münster.

## Opere
- Viktor Hantzsch: Deutsche Reisende des sechzehnten Jahrhunderts. 1895.
- Viktor Hantzsch: Sebastian Münster. Leben, Werk, wissenschaftliche Bedeutung. Leipzig 1898. (Nachdruck 1965)
- Viktor Hantzsch, Ludwig Schmidt (Hrsg.): Kartographische Denkmäler zur Entdeckungsgeschichte von Amerika, Asien, Australien und Afrika aus dem Besitz der Königlichen Öffentl. Bibliothek zu Dresden. Hiersemann, Leipzig 1903.
- Viktor Hantzsch: Die Landkartenbestände der Königlichen Öffentlichen Bibliothek zu Dresden, nebst Bemerkungen über Einrichtung und Verwaltung von Kartensammlungen. Leipzig 1904.
- Viktor Hantzsch: Dresdner auf Universitäten vom 14. bis zum 17. Jahrhundert. Baensch, Dresden 1906.
- Viktor Hantzsch: Die ältesten gedruckten Karten der sächsisch-thüringischen Länder 1550–1593. Leipzig 1905.
- Viktor Hantzsch: Ratzel-Bibliographie. 1867–1905. 1906.